# Romain Feillu
Romain Feillu (* 16. April 1984 in Châteaudun) ist ein ehemaliger französischer Radrennfahrer.

## Karriere
Zum ersten Mal auf sich aufmerksam machte Romain Feillu 2002 als Zweiter der Junioren-Klasse beim Chrono des Herbiers. Im Jahr 2005 begann er seine Laufbahn zunächst als Stagiaire beim französischen Professional Continental Team Agritubel und siegte im Etappenrennen Tour d’Eure-et-Loir. Im darauffolgenden Jahr konnte er dann die Gesamtwertung der Tour de la Somme für sich entscheiden; bei den Straßen-Radweltmeisterschaften in Salzburg gewann er die Silbermedaille im Straßenrennen der Klasse U23 hinter dem deutschen Gerald Ciolek.
Seit 2007 ist Romain Feillu Profi; bis 2009 stand er bei Agritubel unter Vertrag. Gleich in seiner ersten Saison als Berufsradfahrer konnte er mehrere Erfolge landen: So sicherte er sich neben einem Etappenerfolg bei der Luxemburg-Rundfahrt und dem Sieg bei Paris–Bourges auch die Gesamtwertung der Tour of Britain. Auf der dritten Etappe der Tour de France 2008 errang er nach einem erfolgreichen Ausreißversuch als Etappendritter das Gelbe Trikot des Gesamtführenden, das er jedoch beim Einzelzeitfahren am darauffolgenden Tag nicht verteidigen konnte. Sowohl 2008 als auch 2009 musste Feillu die Tour de France vorzeitig beenden. Seine bedeutendsten Siege bei Eintagesrennen erreichte Feillu, der als Sprinter galt, 2009 und 2010 beim Grand Prix de Fourmies.
Zur Saison 2011 wechselte Feillu zum Team Vacansoleil. In den vier Jahren beim Team erzielte er eine Reihe weiterer Platzierungen, unter anderem Etappenerfolge bei der Burgos-Rundfahrt 2010 und der Luxemburg-Rundfahrt 2011 sowie der Gewinn der Gesamtwertung bei der Tour de Picardie 2011. Zur Saison 2014 wurde er Mitglied im damaligen Team Bretagne-Séché Environnement, zu dem zeitgleich auch sein Bruder wechselte.
Von 2016 bis 2019 fuhr Feillu für das UCI Continental Team St. Michel-Auber 93, für das er regelmäßig vordere Platzierungen einfuhr. Der Sieg bei der Route Adélie 2015 blieb aber der letzte zählbare Erfolg seiner Karriere. Nach der Saison 2019 beendete Feillu im Alter von 35 Jahren seine Laufbahn als Radrennfahrer.

## Trivia
Sein jüngerer Bruder Brice Feillu war ebenfalls als Radrennfahrer aktiv.

## Erfolge
2006
- Tour de la Somme
- Straßen-Weltmeisterschaft (U23)

2007
- Boucles de l’Aulne
- eine Etappe Luxemburg-Rundfahrt
- Gesamtwertung Tour of Britain
- Paris–Bourges

2008
- Boucles de l’Aulne

2009
- eine Etappe Tour de Picardie
- eine Etappe Tour du Limousin
- Grand Prix de Fourmies

2010
- eine Etappe Burgos-Rundfahrt
- eine Etappe Tour de l’Ain
- Grand Prix de Fourmies

2011
- drei Etappen Tour Méditerranéen
- Tour du Finistère
- Gesamtwertung und eine Etappe Tour de Picardie
- eine Etappe Circuit de Lorraine
- eine Etappe Luxemburg-Rundfahrt

2014
- eine Etappe Ronde de l’Oise

2015
- Route Adélie

## Grand-Tour-Platzierungen
| Grand Tour            | 2007 | 2008 | 2009 | 2010 | 2011 | 2012 | 2013 | 2014 |
| --------------------- | ---- | ---- | ---- | ---- | ---- | ---- | ---- | ---- |
| Giro d’ItaliaGiro     | –    | –    | –    | –    | –    | 191  | –    | –    |
| Tour de FranceTour    | DNF  | DNF  | DNF  | –    | DNF  | –    | –    | 150  |
| Vuelta a EspañaVuelta | –    | –    | –    | –    | –    | –    | –    | –    |